# Peso filippino
Il peso filippino (piso in filipino, peso in inglese e spagnolo) è la moneta ufficiale della Repubblica delle Filippine. È suddiviso in 100 sentimo (o centavos). Il suo codice ISO 4217 è PHP.

## Monete
Le monete attualmente in circolazione sono nei tagli:
- 5 sentimo (poco usata)
- 10 sentimo (poco usata)
- 25 sentimo (poco usata)
- 1 piso
- 5 pisos
- 10 pisos
- 20 pisos

## Banconote
Le banconote attualmente in circolazione sono nei tagli:
- 5 piso (obsoleta)
- 10 piso (obsoleta)
- 20 piso
- 50 piso
- 100 piso
- 200 piso
- 500 piso
- 1000 piso
- 2000 piso (commemorativo)